# 卜宪群
卜宪群（1962年10月—），男，安徽南陵人，祖籍江苏丰县，中国历史学家，中国社会科学院学部委员，享受国务院政府特殊津贴专家。

## 生平
卜宪群1984年本科毕业于安徽师范大学历史系。1984年6月入中国共产党。1987年，他获得安徽师范大学历史学硕士学位，导师为魏晋南北朝史学者万绳楠。1987至1988年，他在中国社会科学院近代史所进修史学理论。1995年，卜宪群于中国社会科学院研究生院获历史学博士学位，研究方向为秦汉史，导师为林甘泉。1988年至1992年，在安徽大学历史系任教。1995年起供职于中国社会科学院历史研究所，历任助理研究员、副研究员、秦汉魏晋南北朝史研究室副主任、主任、所长助理、副所长、所长。曾任中国社会科学院古代史研究所研究员、所长，中国社会科学院大学研究生院历史系主任、教授、博士生导师，中国社会科学院大学人文学院教授。2024年11月，不再担任中国社会科学院古代史研究所（中国历史研究院古代史研究所）所长职务。
2013年和2014年，曾两次在十八届中央政治局集体学习讲解（第五和第十八次）。
2017年6月30日，被选举为中共十九大代表。

## 社会兼职
国务院学位委员会历史学科评议组成员，中国史学会副会长，中国秦汉史研究会会长，中国地名遗产文化保护促进会副会长，国家社科基金学科评审组专家，中国地方志指导小组成员，国际儒学联合会理事。

## 争议
2004年6月中旬，中国社会科学院历史研究所贴出公示，拟将秦汉魏晋史研究室主任、副研究员卜宪群任命为所长助理，请群众提供意见。6月14日，一份署名史言的文章《卜宪群〈秦汉官僚制度〉抄袭问题举隅》在天涯网等网站流传。文章指控卜宪群《秦汉官僚制度》有明显、严重的抄袭，举例称该书抄袭了阎步克的著作、陈勇的论文。阎步克、陈勇随后公开声明，称自己的文章有原创性。卜宪群没有公开表态。记者采访他时，他说近来身体不好，只想做学术，不想卷入纷争；被指抄袭一事组织已经有了调查结果，不想再表态。8月10日，卜宪群正式被任命为中国社会科学院历史研究所所长助理。中国社会科学院历史研究所孟彦弘副研究员透露，该所在8月10日召开所务扩大会，公开了对《秦汉官僚制度》调查的三点结论：此书有贡献，没有抄袭，有学术不规范问题。有记者后来试图采访历史研究所所长陈祖武和党委书记刘荣军。陈祖武表示组织已有结论，拒绝采访。刘荣军表示三点结论不够全面，也拒绝了采访。孟彦弘认为历史研究所的调查违反了《中国社会科学院关于加强学风建设的决定》，没有按照规定召开所学术委员会会议，也没有公开调查结果。

## 著作
- 《中国魏晋南北朝教育史》（合著）（1994年，人民出版社）
- 《秦汉官僚制度》（2002年，社会科学文献出版社）
- 《史学名著导读》（主编）（2012年，学习出版社）
- 《中国历史上的腐败与反腐败（全2册）》（主编）（2014年，鹭江出版社）
- 《中国通史（全5册）》（总撰稿）（2016年，华夏出版社）
- 《习近平新时代治国理政的历史观》（主编）（2019年，中国社会科学出版社）
- 《与领导干部谈历史》（2020年，中共中央党校出版社）

## 奖项和荣誉
- 2017年，获第四届中国出版政府奖图书奖提名奖[10]
- 2021年，获第五届中国出版政府奖音像制品奖正奖、图书奖提名奖[11]
- 2024年，获教育部第九届高等学校科学研究优秀成果奖（人文社会科学）二等奖[12]
- 2024年，当选中国社会科学院学部委员[13]
- 2024年，成果入选《国家哲学社会科学成果文库》[14]